# Orlando Lattmann
Orlando Lattmann (* 25. August 1989) ist ein Schweizer ehemaliger Fussballspieler.
Der Torhüter kam aus der Nachwuchsabteilung des FC Zürich und war hinter Johnny Leoni und Andrea Guatelli Ersatztorhüter des Profiteams. Mit den U-21-Junioren gewann er 2008 den Blue Stars/FIFA Youth Cup. Im Januar 2010 wurde er für die restliche Saison in die Challenge League an den FC Gossau verliehen, für den er am 21. Februar gegen den FC Vaduz sein Pflichtspieldebüt gab. Vom Juli 2010 bis ins Jahr 2012 spielte Lattmann für den FC Schaffhausen. Anschliessend wechselte er zum FC Schwamendingen, wo er bis 2013 blieb.
| Personendaten    | Personendaten              |
| ---------------- | -------------------------- |
| NAME             | Lattmann, Orlando          |
| KURZBESCHREIBUNG | Schweizer Fussballtorhüter |
| GEBURTSDATUM     | 25. August 1989            |